# David Ditzel
David R. Ditzel est le vice-président et responsable en chef technologique de Transmeta Corporation et fondateur de Transmeta. Ditzel était jadis directeur de SPARC Labs et CTO du département Sun Microsystems Microelectronics.
Sa vision d’une machine nomade et peu puissante en consommation est le fondement des processeurs de Transmeta.

Jusqu'à maintenant, Ditzel aurait orchestré et construit plus d'une vingtaine de modèles de processeurs avancés.